# Fancy You
Fancy You é o sétimo extended play (EP) do grupo feminino sul-coreano Twice. Foi lançado em 22 de abril de 2019, pela JYP Entertainment e apresenta o single "Fancy". O grupo embarcou em uma turnê mundial em apoio ao EP. Segue seu EP de 2018 Yes or Yes. Com este EP, o grupo se tornou o grupo feminino mais vendido da Coreia do Sul, ultrapassando as vendas de álbuns de ambos S.E.S. e Girls' Generation.
| Críticas profissionais | Críticas profissionais |
| Avaliações da crítica  | Avaliações da crítica  |
| Fonte                  | Avaliação              |
| ---------------------- | ---------------------- |
| The 405                | [ 3 ]                  |

## Promoção
O grupo anunciou o seu novo EP através do Twitter no dia 7 de abril. Twice apareceu em um especial de dois episódios no Idol Room da JTBC nos dias 23 e 30 de abril. A turnê mundial começou no dia 25 de maio de 2019 e conta com apresentações em Seul, Banguecoque, Singapura, Los Angeles e Manila, entre outras cidades.

## Lista de faixas
Tirado do site oficial do grupo.
| N.º            | Título             | Letras                       | Música                                                                     | Arranjo                                       | Duração |  |
| 1.             | "Fancy"            | Black Eyed Pilseung Jeon Gun | Black Eyed Pilseung Jeon Gun                                               | Rado                                          | 03:35   |  |
| 2.             | "Stuck In My Head" | Lee Seu-ran                  | Matthew Tishler Andrew Underberg Philip Bentley                            | Matthew Tishler Andrew Underberg              | 02:58   |  |
| 3.             | "Girls Like Us"    | Jihyo                        | MNEK Dimitri Tikovoï Maya von Doll Charli XCX                              | MNEK Dimitri Tikovoï Maya von Doll Charli XCX | 02:40   |  |
| 4.             | "Hot"              | Momo Kang Eun-jeong          | Jonatan Gusmark Ludvig Evers Moa Anna Carlebecker Forsell Josefin Glenmark | Moonshine                                     | 02:59   |  |
| 5.             | "Turn It Up"       | Sana Earattack               | Earattack Louise Frick Sveen                                               | Earattack Larmook                             | 03:09   |  |
| 6.             | "Strawberry"       | Chaeyoung Kim Eun-su         | Maestro the Baker Jake Tench Kloe                                          | Maestro the Baker Jake Tench                  | 03:29   |  |
| Duração total: | Duração total:     | Duração total:               | Duração total:                                                             | Duração total:                                | 18:50   |  |

## Desempenho nas tabelas
| Tabela musical (2019)                            | Melhor posição |
| ------------------------------------------------ | -------------- |
| Austrália (ARIA)                                 | 22             |
| Coreia do Sul (Gaon)                             | 2              |
| Espanha (PROMUSICAE)                             | 88             |
| Estados Unidos (Heatseekers Albums da Billboard) | 4              |
| Estados Unidos (Independent Albums da Billboard) | 16             |
| Estados Unidos (World Albums da Billboard)       | 4              |
| França (SNEP)                                    | 54             |
| Japão (Albums da Oricon)                         | 1              |
| Japão (Digital Albums da Oricon)                 | 2              |
| Japão (Hot Albums da Billboard Japan)            | 11             |
| Reino Unido (OCC)                                | 34             |

| Tabela musical (2019)    | Posição |
| ------------------------ | ------- |
| Coreia do Sul (Gaon)     | 11      |
| Japão (Albums da Oricon) | 34      |

## Certificações
| Região                                  | Certificação | Unidades/vendas |
| --------------------------------------- | ------------ | --------------- |
| Coreia do Sul (KMCA)                    | Platina      | 250,000*        |
| *vendas baseadas apenas na certificação |              |                 |

## Reconhecimentos
| Ano  | Publicação | Elogio                                                              | Classificação | Ref.   |
| ---- | ---------- | ------------------------------------------------------------------- | ------------- | ------ |
| 2019 | Billboard  | Os 25 melhores álbuns de K-pop dos anos 2010: Lista de funcionários | 24            | [ 19 ] |

| Ano  | Premiação               | Categoria                   | Resultado | Ref.   |
| ---- | ----------------------- | --------------------------- | --------- | ------ |
| 2019 | Mnet Asian Music Awards | Álbum do Ano                | Indicado  | [ 20 ] |
| 2020 | Gaon Chart Music Awards | Álbum do Ano – 2° Trimestre | Indicado  | [ 21 ] |

## Histórico de lançamento
| Região         | Data                | Formato                       | Distribuidor | Ref.   |
| -------------- | ------------------- | ----------------------------- | ------------ | ------ |
| Várias         | 22 de abril de 2019 | CD download digital streaming | JYP          |        |
| Estados Unidos | 1 de março de 2020  | Streaming                     | JYP Republic | [ 22 ] |